# Pians
Pians est une commune autrichienne du district de Landeck dans le Tyrol.